# Ömfotingen
Ömfotingen (Le pied-tendre) är ett Lucky Luke-album från 1968. Det är det 33:e albumet i ordningen, och har nummer 2 i den svenska utgivningen. 

## Handling
Den unge engelske adelsmannen Waldo Badmington anländer till vilda västern för att inta arvet efter en avlägsen släkting, Harold Lucius "Baddy" Badmington. Som "ömfoting" i västern får Waldo svårt att bli accepterad, och dessutom är den hårdföre Jack Ready fast besluten att själv lägga beslag på Baddys ranch. Waldo får dock benäget bistånd av sin butler Jasper, Baddys bundsförvant indianen Sam, och Lucky Luke.

## Svensk utgivning
- Morris; Goscinny, René, (översättare: Gun och Nils A. Bengtsson) (1971). Ömfotingen. Lucky Lukes äventyr: 2. Stockholm: Albert Bonniers förlag. Libris 7143562. ISBN 91-0-029837-9
- Andra upplagan, 1973
- Tredje upplagan, 1985, Bonniers Juniorförlag. ISBN 91-48-29842-5
- Fjärde upplagan, 2008, Egmont Kärnan. ISBN 978-91-7405-060-8
- I Lucky Luke – Den kompletta samlingen ingår albumet i "Lucky Luke 1967-1969". Libris 10001569. ISBN 91-7134-188-9
- Den svenska utgåvan trycktes även som nummer 11 i Tintins äventyrsklubb (1985).